# Globo celeste arabo

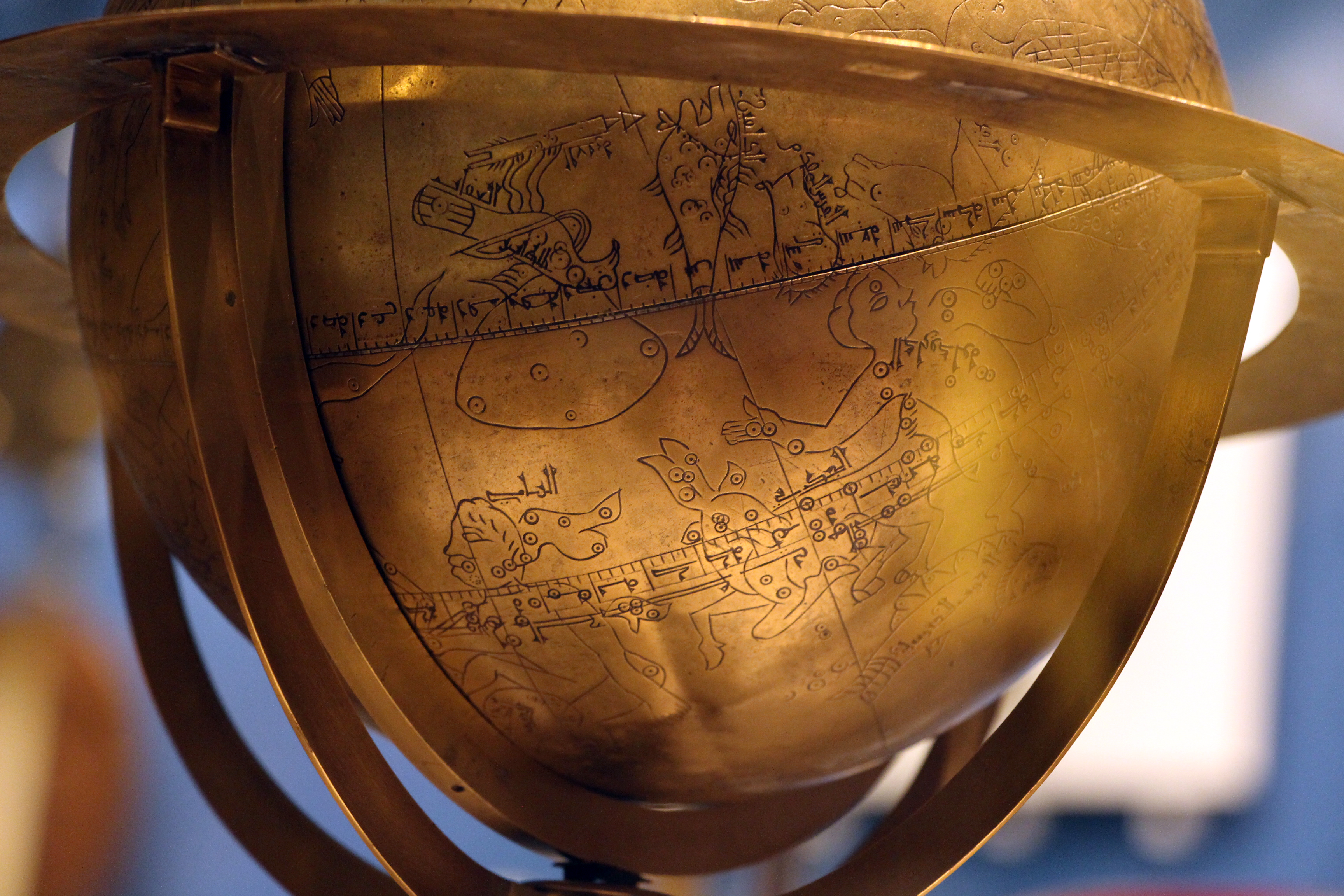
Particolare del globo celeste arabo al Museo Galileo di Firenze

Il globo celeste arabo del Museo Galileo di Firenze è ritenuto il più antico globo celeste arabo esistente al mondo.
Solo il globo è originale, mentre la base con l'orizzonte e il meridiano sono più recenti. Un'iscrizione araba registra il nome del costruttore, Ibrâhim 'Ibn Saîd, il quale lo fabbricò a Valencia, in collaborazione con il figlio Muhammad, nell'anno 478 dell'Egira (1085 dell'età cristiana). Lo strumento fu acquistato e studiato nella seconda metà dell'Ottocento da Ferdinando Meucci, direttore del Museo di Fisica e Storia Naturale di Firenze.